# 通山经济开发区
通山经济开发区是湖北省咸寧市通山县的一个经济开发区。
园区位于县城西北，规划面积16平方公里。在国家统计局网站上，园区以开发区之名，列为通山县下辖的一个类似乡级单位。

## 行政区划
下辖以下地区：
虚拟村。